# Dormoise (rivière)
 (mars 2014).
La Dormoise est une petite rivière des départements de la Marne et des Ardennes, dans l'ancienne région Champagne-Ardenne, donc dans la nouvelle région Grand-Est, et un affluent gauche de l'Aisne, donc un sous-affluent de la Seine par l'Oise.

## Géographie
La Dormoise prend sa source sur le lieu Tahure (village détruit), à 143 m d'altitude, sur la commune de Sommepy-Tahure, dans le camp militaire de Suippes dans le nord de la Marne.
La Dormoise se jette dans l'Aisne, en rive gauche, à Autry, 115 m d'altitude, en face de la Côte Bayard, au sud-est des Ardennes.
De 17,2 km de longueur, elle traverse les communes de Rouvroy-Ripont et Cernay-en-Dormois. Elle traverse aussi le village détruit de Ripont sur la commune de Rouvroy-Ripont.

### Communes et cantons traversés
Dans les deux départements des Ardennes et de la Marne, la Dormoise traverse les cinq communes suivantes, de l'amont vers l'aval, de Sommepy-Tahure (source), Rouvroy-Ripont, Cernay-en-Dormois, Bouconville, Autry (confluence).
Soit en termes de cantons, la Dormoise prend source dans le canton d'Argonne Suippe et Vesle, conflue dans le canton d'Attigny, le tout dans les arrondissements de Sainte-Menehould et de Vouziers.

### Toponyme
La Dormoise a donné son hydronyme à la commune de Cernay-en-Dormois.

### Bassin versant
La Dormois traverse une seule zone hydrographique L'Aisne du confluent de la Tourbe (exclu) au confluent de la Dormoise (inclus) (H108) de 1 169 km2 de superficie.

### Organisme gestionnaire
L'organisme gestionnaire est l'EPTB Entente Oise-Aisne, reconnue EPTB depuis le 15 avril 2010, sis à Compiègne.

## Affluents
La Dormoise a deux affluents référencés :
- la Goute (rd), 2,1 km sur la seule commune de Sommepy-Tahure.
- le Ruisseau des Sugnons (rd), 5,4 km sur les trois communes de Servon-Melzicourt, Ville-sur-Tourbe, Cernay-en-Dormois.

Géoportail signale aussi un petit affluent en rive gauche veant du bois de Forge.
Son rang de Strahler est donc de deux.

## Aménagements et écologie
La Dormoise pouvait atteindre le bon état écologique dès 2015 selon le plan d'actions territorialisé 2010-2012.